# Казибекбійський район (Карагандинська область)
Казибекбійський район, (каз. Қазыбек би ауданы) — адміністративно-територіальна одиниця у складі Каркаралінського округу, Східно-Казахстанської та Карагандинської областей, що існувала в 1928—1963 і 1964—1997 роках. Центр — селище Єгіндибулак.
Район був утворений у 1928 році у складі Каркаралінського округу Козацької АРСР під назвою Кувський район (каз. Қу ауданы). У 1930 році передано у пряме підпорядкування Казакській АРСР. У 1932 включений до складу Східно-Казахстанської області. 4 липня 1934 року Кувський район було передано до Каркаралінського округу.
29 липня 1936 року Кувський район було передано до Карагандинської області. У цей час до його складу входили такі сільські (аульні) ради: Аркалицька, Баликільська, Бастальська, Буркиттинська, Дастарська, Догаланський, Єдрейська, Миржицька, Сартауська і Шариктинська.
У 1955 році до складу району увійшов Алгабаська с/р скасованого Абралінського району Семипалатинської області. У тому ж році було утворено Абайську с/р.
У 1956 році Єдрейська с/р була приєднана до Аркалицького, Достарська — до Баликільського, Миржицька — до Сартауського. Бастальська с/р була перейменована на Єгіндибулацьку. Утворено Комсомольську та Шоптикільську с/р.
У 1957 році Алгабаська с/р була приєднана до Буркіттінської.
У 1961 році Догаланська с/р була приєднана до Саритауського, Шоптикольська — до Шариктінського.
1962 року Буркиттинська с/р була перейменована на Алгабаську.
2 січня 1963 року Кувський район було скасовано, а його територію передано до Каркаралінського району.
31 грудня 1964 року район був відновлений у колишньому складі (Алгабаська, Аркалицька, Баликільська, Єгіндибулацька, Комсомольська, Саритауська і Шариктинська с/р) під назвою Єгіндибулацький район.
У 1975 році утворено Айрикську с/р.
У 1977 році Алгабаська с/р відійшла до Талдинського району.
У 1986 році утворено Каракільську с/р.
У 1988 році Алгабаська с/р була повернута з Талдинського району до Єгіндибулацького.
У 1990 році Алгабаська с/р була передана до Абралінського району Семипалатинської області.
4 травня 1993 року Єгіндибулацький район був перейменований на Казибекбійський район.
23 травня 1997 року Казибекбійський район скасовано. При цьому всю територію було передано до Каркаралінського району.